# Lijst van burgemeesters van Reek
Dit is een lijst van burgemeesters van de voormalige Nederlandse gemeente Reek in de provincie Noord-Brabant, totdat deze per 1 juli 1942 opging in de toenmalige gemeente Schaijk.
| Ambtsperiode | Naam burgemeester                 | Bijzonderheden                                                    |
| ------------ | --------------------------------- | ----------------------------------------------------------------- |
| 1811 - 1812  | H. Vermulst                       |                                                                   |
| 1812 - 1821  | J.B. van Erp                      |                                                                   |
| 1821 - 1831  | H. de Bruin                       |                                                                   |
| 1832 - 1843  | Theodorus Johannes de Louw        |                                                                   |
| 1844 - 1861  | H. Hendriks                       |                                                                   |
| 1862 - 1876  | Franciscus Cornelius (F.C.) Smits |                                                                   |
| 1876 - 1887  | F.A. de Vocht                     |                                                                   |
| 1888 - 1917  | C.W.P.M. Gervers                  | In dezelfde periode tevens burgemeester van Velp (Noord-Brabant). |
| 1917 - 1936  | W. Wientjens                      | Overleden op 24 januari 1936                                      |
| 1936 - 1942  | Henricus van der Heijden          | Waarnemend. In dezelfde periode tevens burgemeester van Schaijk.  |